# 匍行者探案
《匍行者探案》是柯南·道爾所著的福爾摩斯探案的56個短篇故事之一，收錄於《福爾摩斯檔案簿》。

## 故事簡介
普利斯瑞伯教授是學術界的權威，但他的助理發覺他近日行為異常，其飼養多年的犬隻更無故襲擊教授，助理因此請教福爾摩斯。福爾摩斯認為飼養的犬隻向主人攻擊十分可疑，而且據助理所說，教授在晚上時會在地上匍行，又有匿名的信件寄給教授。福爾摩斯知道教授將會迎娶一個年輕數十年的妻子，而教授自到了歐洲大陸旅行後，便出現如此的奇怪行為，因此推測到兩件事有相連，結果查到教授自歐洲大陸黑色購買聲稱可以返老還童的藥物，令教授做出這些奇怪行為。